# フライバイ

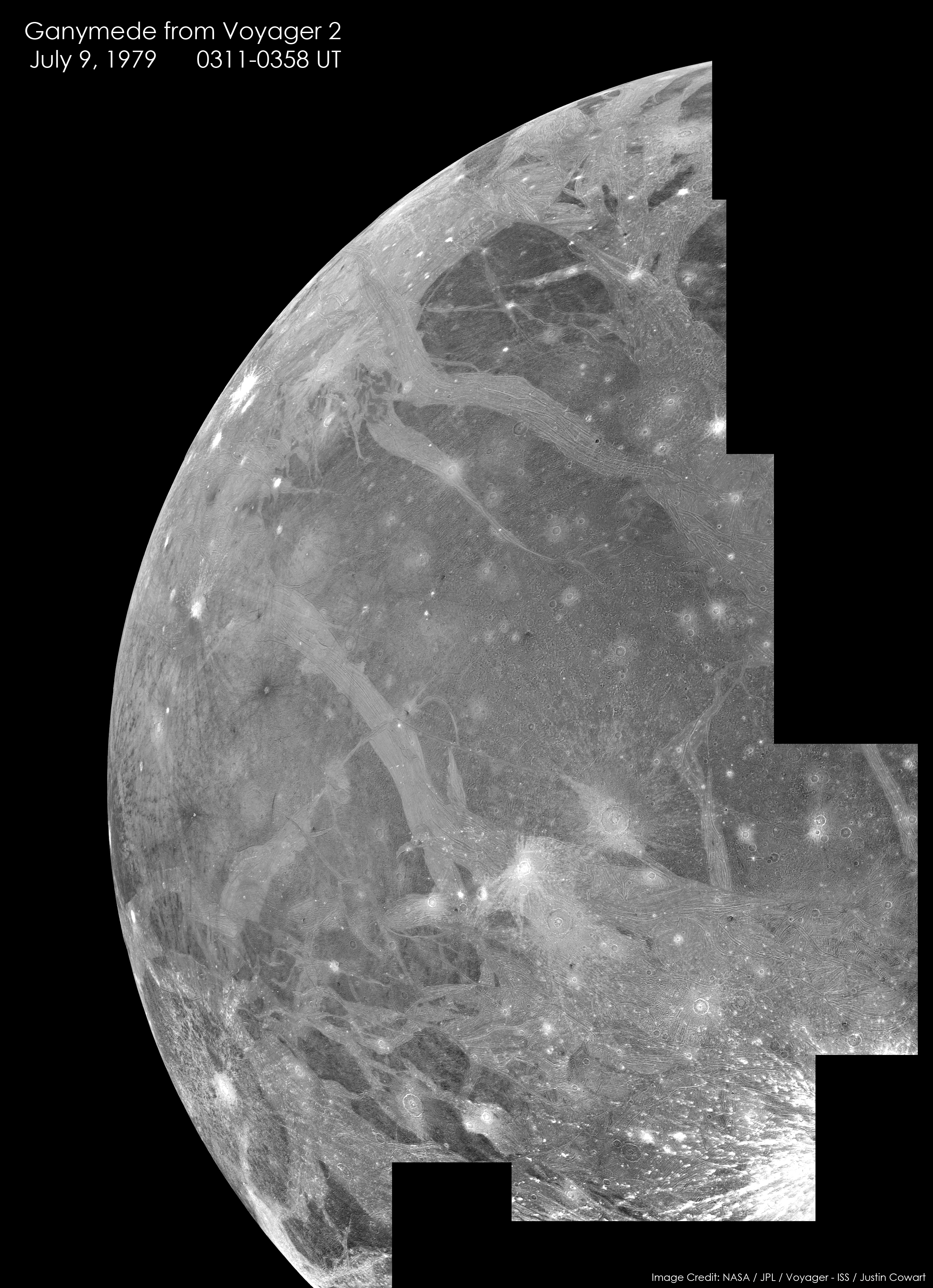
木星系のフライバイ中にガニメデのボイジャー2号が集めた画像

ガリレオが小惑星イダに遭遇する。

フライバイ (英: flyby)、または近接通過は宇宙機が他の天体の近くを通り過ぎる宇宙飛行であり、その天体の探査を行ったり、別の目的地に向かうスイングバイに利用したりするために行われる。この用語は例えば地球の小惑星フライバイについて用いられてきたが、特にこの目的の為に設計された宇宙機がフライバイ宇宙機として知られている。重要な要素は、最接近する際の時間と距離である。

## 宇宙機フライバイ
フライバイは惑星や衛星、及び太陽系小天体のような惑星以外の対象でも行える。
例えば惑星フライバイは火星や地球で行っている。
- 地球フライバイ一覧（英語版）
- 火星フライバイ（英語版）

彗星フライバイの例は、ISEE-3/ICE（旧称ISEE-3）が1985年9月にジャコビニ・ツィナー彗星の核から約4,800マイル (7,700 km)を通過した時のものがある。
フライバイのもう一つの利用は、通常月のフライバイと呼ばれる月をめぐるものである。アポロ13号は酸素タンクが爆発したことで月を周回するフライバイをしなければならなかった。アルテミス2号や#dearMoonは月のフライバイに含まれる。

### 火星

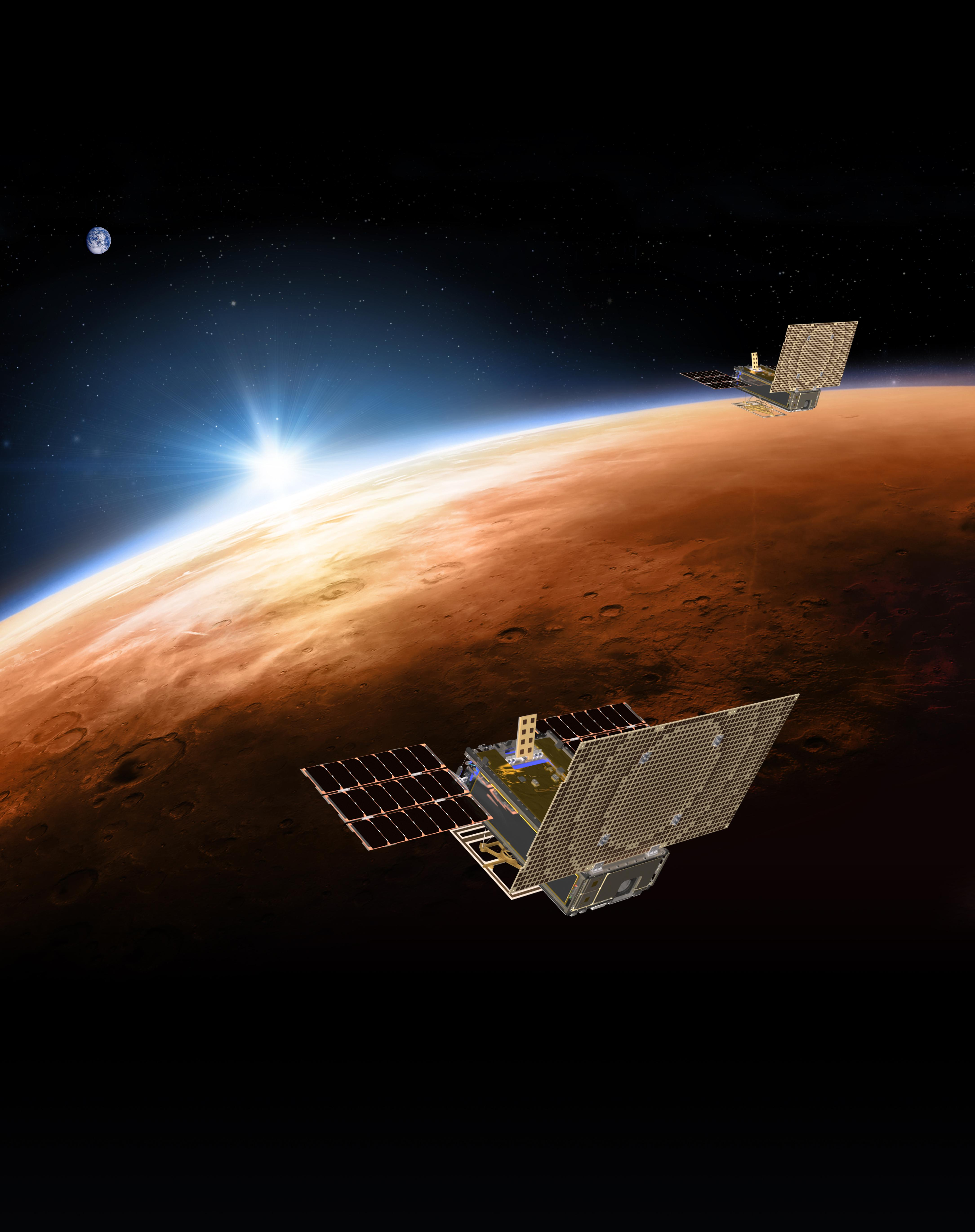
火星インサイト着陸機用のマーズ・キューブ・ワン6Uキューブサットリレーフライバイプローブと技術示威機イラスト。フライバイは2018年の着陸に際して曲がったパイプコミュニケーションの支援を行った。

火星フライバイは、宇宙機が軌道に入らないが、別の宇宙機と惑星のフライバイの前後にランデヴーする。関連する概念は、火星フライバイランデヴーである。火星フライバイランデヴーは1960年代にNASAのジョンソン宇宙センターで評価された。当時NASAは火星着陸機や短期滞在用の火星表面の住居、火星小旅行モジュール（MEM）と呼ばれる上昇車両を組み合わせるための設計を開発した。上昇段階は軌道に入ったり着陸せずに火星のフライバイをする異なる宇宙機とランデヴーを行った。MORと比べてフライバイランデヴーは宇宙機1機が火星軌道に入らなくて良いことを表し、その為に例えば地球への帰還に必要な資源が火星軌道に出たり入ったりするのに使われることはない。（火星循環軌道も参照されたい。）
1965年7月のマリナー4号の火星へのフライバイは、火星に関する更に的確な大気データや以前と比べて火星表面の近接画像を送り返した。
1969年のマリナー6号とマリナー7号の火星フライバイは、惑星に関する知見においてもう一つの大発見をもたらした。フライバイによるマリナー6号と7号の赤外線ラジオメーター結果は、火星の大気が主として二酸化炭素（CO2）からなることを示し、微量の火星表面の水も検知した。
2018年、対をなすマーズ・キューブ・ワンは、インサイト着陸機EDL用の通信を中継するフライバイを行った（インサイト着陸機を運ぶ巡航段を備えて火星に向けて離陸した）。マーズ・キューブ・ワンは共に火星に到着し、2018年11月26日にインサイトの軌道投入や降下、着陸にあたって成功裏にデータを中継した。
一方で天問1号搭載カメラが2020年9月に火星通過に際して天問1号を映像化し、火星に向けた軌道想定によると2021年2月10日頃にフライバイをした。

### エッジワース・カイパーベルト
ニュー・ホライズンズは2015年に準惑星冥王星を成功裏にフライバイした後で2019年元日にエッジワース・カイパーベルトの天体アロコスをフライバイする予定であった。
2018年12月31日夜から2019年1月1日にかけてエッジワース・カイパーベルトのアロコスのニュー・ホライズンズはこれまでのところ最接近したフライバイを行った。ニュー・ホライズンズは以前2015年7月に冥王星でフライバイをし、アコロスの2019年元日のフライバイが43.6AU（天文単位）であった一方で、こちらは太陽から32.9AUであった。

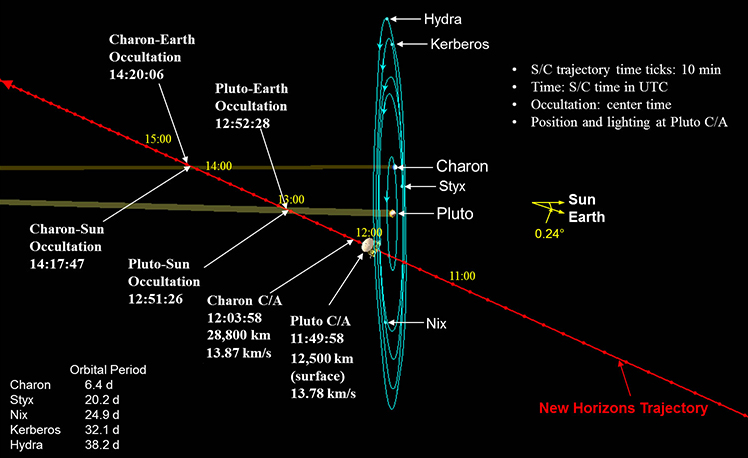
冥王星フライバイの際のニュー・ホライズンズの軌道図

### カッシーニ

2004年5月1日から2017年9月15日までの土星を巡るカッシーニの軌道図
カッシーニ·
土星·
エンケラドゥス·
タイタン·
イアペトゥス

カッシーニは（1997年打ち上げ）土星の軌道に乗り（2004年-2017年）タイタンなどの土星の衛星の多くでフライバイを行った。カッシーニは2004年10月に最初のフライバイをタイタンで行っている。カッシーニの土星の衛星で行ったフライバイの更なる例は、カッシーニの時系列を参照されたい。
カッシーニは土星の衛星から様々な距離で多くのフライバイを行った。タイタンには126回のフライバイを成し遂げ、最後の近接フライバイは、退役前の2017年4月22日であった。
多くの土星の衛星を近接通過した10年を超える土星周辺のカッシーニの軌道図は、右側にある。

### 彗星

2010年11月4日のハレー2彗星のフライバイ（EPOXIの探査）

ISEE-3/ICE（ISEE-3）は1985年9月11日に核から7,800 km (4,800 mi)の所をフライバイしながらジャコビニ・ツィナー彗星の尾を通過した。
2010年、EPOXIの探査でディープインパクトはハレー2彗星のフライバイを行った。

## 自然のフライバイ

地球への小惑星のフライバイで時にレーダーに捉えられた。2017年に地球にフライバイしたの図

フライバイは時に例えば小惑星が地球に接近し近傍航行する際に大雑把に説明するのにも用いられる。
この言葉は彗星が2014年に火星のフライバイをした際の用語でもある。
P/2016 BA14はフライバイの際に2016年に地球から220万マイル（350万キロメートル）の距離で映像化したレーダーであった。このレーダーは核の大きさを直径約3,300フィート (1 km)と計算できた。
2018年12月16日に短周期の彗星ワータネン彗星が地球に最接近し、710万マイル（1140万キロメートル）の距離まで近付いた。（地球に最接近した彗星の一つである。）

## 参照
1. ↑  “用語解説”.   JAXA 宇宙科学研究所. 2022年10月3日閲覧。
2. ↑  “Basics of Space Flight - Solar System Exploration: NASA Science”. Solar System Exploration: NASA Science 2018年11月4日閲覧。
3. ↑  “'Tunguska'-Size Asteroid Makes Surprise Flyby of Earth”. Space.com 2018年11月4日閲覧。
4. ↑  “Titan A Flyby Closest Approach” (英語). sci.esa.int. 2018年11月4日閲覧。
5. ↑  “Our SpaceFlight Heritage: ICE—The first comet flyby” (英語). SpaceFlight Insider. (2018年9月12日) 2018年11月4日閲覧。
6. ↑  “First mission to Mars: Mariner 4's special place in history | Cosmos” (英語). cosmosmagazine.com (2017年7月13日). 2018年11月4日閲覧。
7. ↑  “Our SpaceFlight Heritage: ICE—The first comet flyby” (英語). SpaceFlight Insider. (2018年9月12日) 2018年11月4日閲覧。
8. ↑  “SpaceX says its BFR will fly someone around the Moon; we have questions” (英語). Ars Technica 2018年11月4日閲覧。
9. ↑  “Day 3: 'Houston, we've had a problem'”. Apollo Lunar Flight Journal (2017年5月30日). 2019年8月18日閲覧。
10. ↑  esa. “Exploration Mission 2” (英語). European Space Agency. 2019年1月2日閲覧。
11. 1 2 3 4  Portree, David S. F. (February 2001). “Chapter 3: EMPIRE and After”. Humans to Mars: Fifty Years of Mission Planning, 1950 - 2000. NASA Monographs in Aerospace History Series. National Aeronautics and Space Administration. pp. 15–16 2014年7月18日閲覧。
12. ↑  “Origin of the Apollo-shaped Manned Mars Lander (1966)”. WIRED. (25 October 2012) 2018年3月4日閲覧。.
13. ↑  “Infrared Spectrometer and the Exploration of Mars” (英語). American Chemical Society. 2018年12月26日閲覧。
14. ↑  Chdse, S. C. (1969-03-01). “Infrared radiometer for the 1969 mariner mission to Mars”. Applied Optics 8 (3):  639. Bibcode: 1969ApOpt...8..639C. doi:10.1364/AO.8.000639. ISSN 1559-128X. PMID 20072273.
15. ↑  “Infrared Spectrometer and the Exploration of Mars” (英語). American Chemical Society. 2018年12月26日閲覧。
16. ↑  “MarCO: CubeSats to Mars!” (英語). www.planetary.org. 2018年11月26日閲覧。
17. ↑  “Touchdown on Mars! NASA's InSight Lands to Peer Inside the Red Planet”. Space.com 2018年11月26日閲覧。
18. ↑  “2014 MU69: Next Target for New Horizons”. Space.com 2018年11月4日閲覧。
19. ↑  Bagenal, F.; Delamere, P. A.; Elliott, H. A.; Hill, M. E.; Lisse, C. M.; McComas, D. J.; McNutt Jr, R. L.; Richardson, J. D. et al. (2015). “Solar wind at 33 AU: Setting bounds on the Pluto interaction for New Horizons”. Journal of Geophysical Research: Planets 120 (9):  1497–1511. arXiv:1509.04660. Bibcode: 2015JGRE..120.1497B. doi:10.1002/2015JE004880.
20. ↑  “New Horizons” (英語). pluto.jhuapl.edu. 2018年10月26日閲覧。
21. ↑  “Titan A Flyby Closest Approach” (英語). sci.esa.int. 2018年11月4日閲覧。
22. ↑  “Titan A Flyby Closest Approach” (英語). sci.esa.int. 2018年11月4日閲覧。
23. ↑  “Titan Flyby T-126: Final Close Encounter, Gateway to the Grand Finale”. 2022年4月6日閲覧。
24. ↑  “Titan Flyby T-126: Final Close Encounter, Gateway to the Grand Finale”. Solar System Exploration: NASA Science. 2019年1月3日閲覧。
25. ↑  Stelzried, C.; Efron, L.; Ellis, J. (July–September 1986). Halley Comet Missions (PDF) (Report). NASA. pp. 241–242. TDA Progress Report 42-87。
26. ↑  Grossman, Lisa (2010年11月4日). “New Super Close-Up Images From Comet Flyby”. Wired. ISSN 1059-1028 2019年1月1日閲覧。
27. ↑  “Two Small Asteroids Are Buzzing Earth This Weekend. See One Live Tonight!”. Space.com 2018年11月4日閲覧。
28. ↑  “Asteroid seen after it makes the closest flyby of the year” (英語). CNET. (2018年8月13日) 2018年11月4日閲覧。
29. ↑  “Comet's 2014 Mars Flyby Caused Most Intense Meteor Shower Ever Recorded”. Space.com 2018年11月4日閲覧。
30. ↑  “Flyby Comet Was WAY Bigger Than Thought”. Space.com 2018年11月7日閲覧。
31. ↑  “Flyby Comet Was WAY Bigger Than Thought”. Space.com 2018年11月7日閲覧。
32. ↑  “Brightest comet of the year will zoom near Earth this week”. 2021年6月10日閲覧。